# Wolfgang Kettwig

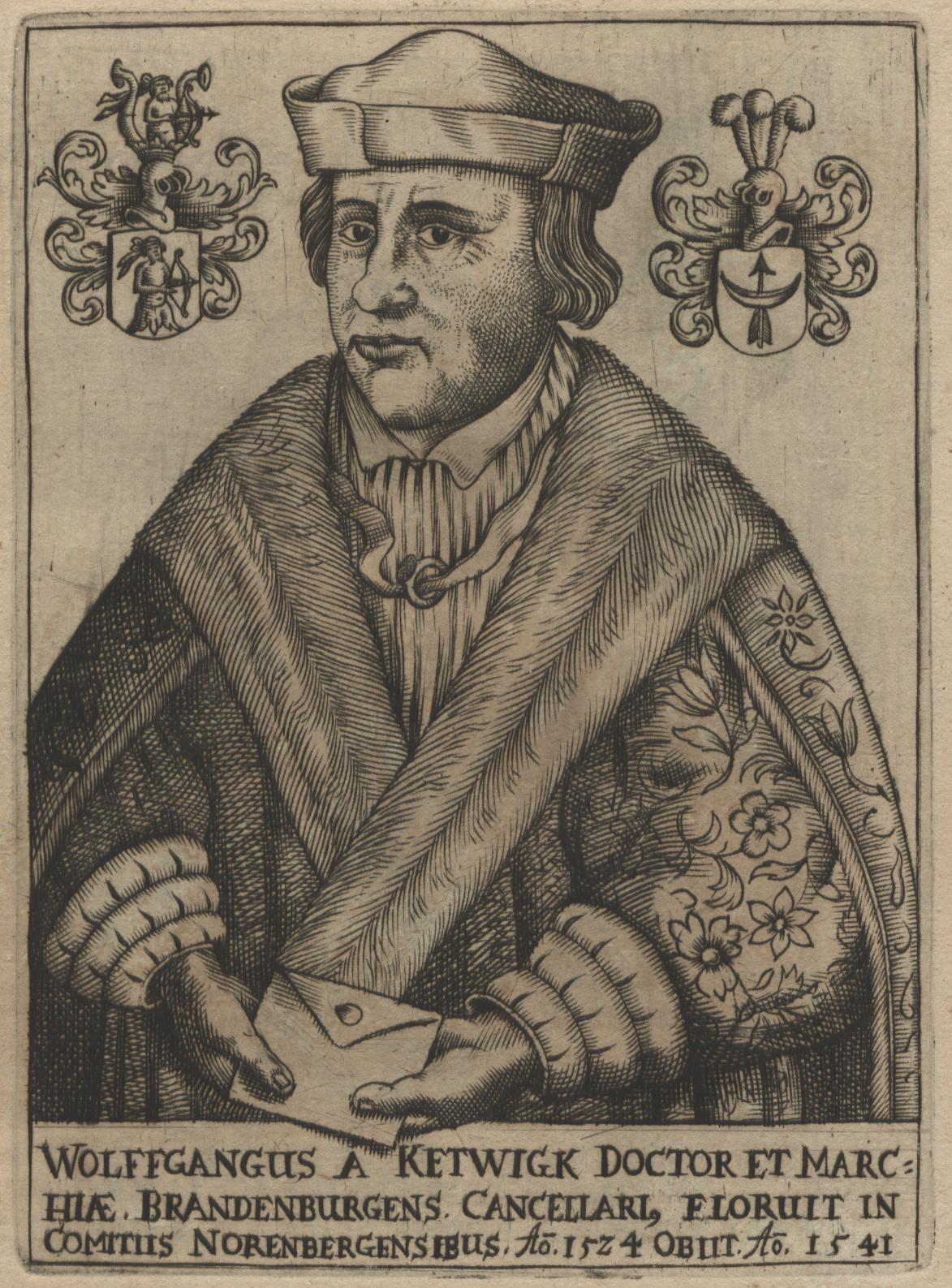
Kettwig in Martin Friedrich Seidels Bilder-Sammlung von 1671

Wolfgang Kettwig (* um 1475 in Göttingen (?); † 31. Dezember 1541) war Kanzler von Mecklenburg-Güstrow und Brandenburg.

## Leben
Wolfgang Kettwig war der Sohn eines Leipziger Bürgers, der einige Berganteile besaß und mit den Fuggern handelte.
1491 wurde er als Wolfgang Kettwich de Gottingen an der Universität Leipzig immatrikuliert, 1496 wurde er als Baccalaureus bezeichnet. Danach studierte er in Padua und wurde dort Rector magnificus der Universität. 1510 wurde Kettwig als Doktor beider Rechte bezeichnet. Kettwig war danach als Syndicus in Breslau tätig.
1515 trat er als Rat in den Dienst des brandenburgischen Kurfürsten Joachims I. mit der Anwartschaft auf das Amt des Kanzlers. 1524 vertrat er den Kurfürsten als Gesandter auf dem Reichstag zu Nürnberg. 
1526 wurde Kettwig Kanzler des Herzogs Albrecht von Mecklenburg-Güstrow, ausgeliehen vom Kurfürsten an seinen neuen Schwiegersohn für vier Jahre.
Über diese Zeit sind keine Nachrichten erhalten, außer dass der Herzog in ihr der lutherischen Lehre zugeneigt war, danach jedoch wieder zum katholischen Glauben zurückkehrte.
1529 erbat Kurfürst Joachim Kettler zurück nach Brandenburg, da sein Kanzler Sebastian Stublinger. altersschwach sei. Kettwig wurde dessen Nachfolger und wohnte seitdem im sogenannten Kanzlerhaus in der Poststraße. 1530 fuhr er zum Reichstag nach Augsburg.
1540 setzte der neue Kurfürst Joachim II. den Kanzler ab, da dieser auf Grund seiner katholischen Gesinnung nicht geeignet schien, die Reformation in Brandenburg durchzuführen.
Er wurde im November 1541 noch einmal als Rat erwähnt und starb kurz danach am Mittwoch in Weihnachten.
Wolfgang Kettwig wurde in der Nikolaikirche in Berlin in der Nähe des Hauptaltars bestattet. Sein Epitaph zerbrach 1681 und wurde nicht wieder erneuert.